# Attaque de Takanamat
Guerre du Sahel
Batailles
- Tlemss
- 1re Tilwa
- Tabankort
- Ouraren
- Adrar Bouss
- Agadez et Arlit
- Tchibarakaten
- Mangaïzé
- Tazalit
- 1re Bani Bangou
- 2e Tilwa
- Wanzarbé
- Abala
- Midal
- 1re Tongo Tongo
- 1re Ayorou
- 2e Tongo-Tongo
- Baley Beri
- 1re Inates
- 2e Inates
- Sanam
- Chinégodar
- 2e Ayorou
- 2e Bani Bangou
- Taroun
- Torodi
- Adabda
- Intagamey
- Koutougou
- Tabatol
- Takanamat
- Teguey
- Chatoumane

L'attaque de Takanamat a lieu le 2 octobre 2023 au Niger, pendant la guerre du Sahel.

## Déroulement
Le 2 octobre 2023, dans l'après-midi, une patrouille des forces spéciales de la garde nationale nigérienne tombe dans une embuscade de l'État islamique dans le Grand Sahara dans la vallée de Takanamat, au nord de Tahoua. Des gardes nationaux tombent dans une première embuscade. Des renforts sont envoyés sur place, mais ils sont également la cible d'attaques.

## Pertes
Le 4 octobre, RFI rapporte que des sources sécuritaires et civiles nigériennes font état d'un bilan d'au moins 60 morts parmi les militaires.
Les corps sont enterrés le lendemain du combat à Tillia, en présence du ministre nigérien de la Défense, le général Salifou Modi.